# SQAS
Das Sicherheits- und Qualitäts-Bewertungssystem (Safety and Quality Assessment System, SQAS) ist eine Norm des Europäischen Chemischen Industrieverbands. Es dient der Bewertung der Qualität, Sicherheit und Umweltverträglichkeit bei Logistikanbietern.

## Entwicklung
Im Jahr 1994 wurde erstmals ein Bewertungsinstrument für Logistikdienstleister im Gefahrgutbereich vorgestellt. In der SQAS Road wurde ausschließlich die Qualität des eigentlichen Transports der Gefahrgüter bewertet. Nach dem eigentlichen Transport Service werden zwischenzeitlich auch Tank Cleaning, Gefahrstofflager (Packaged Warehouse), Tank Storage und Distributor mit SQAS bewertet.

## Methode
Unabhängige Gutachter bewerten die Unternehmen mit Hilfe eines standardisierten Fragenkatalogs. Die Ergebnisse dieser Gutachten werden auf der Homepage der CEFIC veröffentlicht. So können sich potentielle Kunden über die SQAS-Bewertung ihres Logistikanbieters informieren.
Somit wird eine zusätzliche, fachspezifische Qualitätsnorm für die Lagerung und den Transport von Chemikalien geschaffen. Anders als bei den Normen der Reihe ISO 9000 ff. sollen die Aspekte Sicherheit und Umweltverträglichkeit stärker in den Mittelpunkt rücken.